# Upplands runinskrifter 913
Upplands runinskrifter 913 är en vikingatida runsten av röd fältspatsrik granit i Brunnby, Börje socken och Uppsala kommun. 
Runstenen är cirka 1,28 meter hög, cirka 1,70 meter bred (vid basen) och intill 0,40 meter tjock. Runhöjden är 6-8 centimeter. Stenen lagades och restes 1948 samt uppmålades 1998.

## Inskriften
Ristningen är signerad av Sven, men det är inte troligt att det är samma Sven som nämns på U 321, U 377 och U 382. Det är inte heller troligt att det är samme Sven som var Åsmund Kåressons lärjunge som omnämns på Gs 13. Om den Sven som ristat U 913 har ristat någon mer sten är ovisst.
Translitterering av runraden:
(o)utr ' ok ' þ--otr ' litu ' rita stain etiʀ ' faþur ' sin ' halton ' suin ' riþ þt
Normalisering till runsvenska:
Øyndr(?) ok Þ[r]ondr(?) letu retta stæin æftiʀ faður sinn Halfdan. Svæinn reð þat.
Översättning till nusvenska:
Önd (?) och Trond (?) lät resa stenen efter sin fader Halvdan. Sven ombesörjde detta.